# Thiruvennainallur
Thiruvennainallur is een panchayatdorp in het district Viluppuram van de Indiase staat Tamil Nadu. 

## Demografie
Volgens de Indiase volkstelling van 2001 wonen er 8.517 mensen in Thiruvennainallur, waarvan 50% mannelijk en 50% vrouwelijk is. De plaats heeft een alfabetiseringsgraad van 68%. 